# Chris Harper (ciclista)
Chris Harper (Thursday Island, 23 novembre 1994) è un ciclista su strada australiano che corre per il Team Jayco AlUla.

## Palmarès

### Strada
- 2018 (Bennelong, una vittoria)

Campionati oceaniani, Prova in linea
- 2019 (Team BridgeLane, cinque vittorie)

6ª tappa Tour of Japan (Fuji > Fuji)
Classifica generale Tour of Japan
4ª tappa Tour de Savoie Mont-Blanc (Saint-Martin-d'Arc > Les Karellis)
5ª tappa Tour de Savoie Mont-Blanc (La Chambre > Saint-François-Longchamp)
Classifica generale Tour de Savoie Mont-Blanc
- 2025 (Team Jayco AlUla, una vittoria)

20ª tappa Giro d'Italia (Verrès > Sestriere)

### Altri successi
- 2018 (Bennelong)

Classifica giovani Tour of Japan
- 2019 (Team BridgeLane)

Classifica giovani Tour of Japan
Classifica a punti Tour de Savoie Mont-Blanc
Classifica scalatori Tour de Savoie Mont-Blanc
- 2022 (Jumbo-Visma)

1ª tappa Vuelta a España (Utrecht, cronosquadre)

## Piazzamenti

### Grandi Giri
- Giro d'Italia

2020: non partito (10ª tappa)
2025: 23º
- Tour de France

2023: 16º
2024: non partito (16ª tappa)
- Vuelta a España

2022: 32º
2024: ritirato (11ª tappa)

### Classiche monumento
- Liegi-Bastogne-Liegi

2025: 42º
- Giro di Lombardia

2020: 72º
2021: ritirato
2022: 77º
2023: 17º